# Ольшанский, Иосиф Григорьевич
Ио́сиф Григо́рьевич Ольша́нский (22 декабря 1917, Кременчуг — 12 января 2004, Москва) — советский драматург и сценарист.

## Биография
Окончил МИФЛИ имени Н. Г. Чернышевского (1941).
В 1942 году — сотрудник «Окон ТАСС» в Томске.
В 1943 году — в армии.
В 1944 году учился на режиссёрском факультете ВГИКа. В 1945—1949 годах — старший редактор на Всесоюзном радио. С 1949 года занимался литературной работой (очерки, рассказы, повести, пьесы).
Лауреат премии Всесоюзного конкурса на лучший киносценарий (1956) за сценарий фильма «Дом, в котором я живу», лауреат международных кинофестивалей в Брюсселе и Сан-Франциско.
Член Союза писателей СССР (1958).
С 1960 по 1972 год непрерывно руководил сценарными мастерскими Высших курсах сценаристов и режиссёров.
Был женат на Нине Рудневой, сценаристке, совместно с которой написал ряд сценариев. Сын — Ольшанский, Виктор Иосифович (р. 1954), драматург и киносценарист. Внук — Ольшанский, Дмитрий Викторович.
Умер в 2004 году, похоронен на Химкинском кладбище.

## Творчество

### Драматургия
- Киносценарии. М., 1957
- Киносценарии. М., 1964
- Восьмой цвет радуги: Пьеса. М., 1967
- День открытых дверей: Пьеса. М., 1972
- Музыка на одиннадцатом этаже: Пьеса. М., 1972
- Мальчик с Марсова поля. М., 1973
- Бронзовый плащ: Пьеса. М., 1976
- Тимми, ровесник мамонта: Пьеса. М., 1976
- Школа ангелов: Пьеса. М., 1976
- Как спасти белого носорога?: Пьеса. М., 1985

### Проза
- Невезучка: Повесть. М., 1966
- Такая короткая долгая жизнь: Роман. М., 1981

### Киносценарии
- 1957 — Дом, в котором я живу
- 1958 — Тревожная ночь
- 1958 — Трое вышли из леса
- 1961 — А если это любовь?
- 1961 — Первый день мира
- 1963 — Зной
- 1963 — Пока жив человек
- 1965 — Дорога к морю
- 1966 — Не забудь… станция Луговая
- 1969 — Старый дом
- 1969 — Христиане
- 1971 — Дорога на Рюбецаль
- 1972 — Гонщики
- 1972 — Всмотритесь в это лицо
- 1973 — Былое и думы
- 1975 — В ожидании чуда
- 1975 — Такая короткая долгая жизнь
- 1978 — Подарок чёрного колдуна
- 1978 — Месяц длинных дней
- 1979 — Возьми меня с собой
- 1980 — Дом у Кольцевой дороги
- 1981 — Тропинины
- 1981 — Ночь председателя
- 1983 — Хозяйка детского дома
- 1984 — Инопланетянка
- 1985 — Город над головой
- 1987 — Под знаком Красного креста
- 1989 — Женщины, которым повезло
- 1991—1992 — Непредвиденные визиты